# Бзовська Леготка
Бзовська Леготка (словац. Bzovská Lehôtka, угор. Bozókszabadi) — село, громада в окрузі Зволен, центральна Словаччина. Кадастрова площа громади — 6,09 км². Населення — 134 особи (за оцінкою на 31 грудня 2017 р.).
Перша згадка 1524 року.

## Населення
| Рік:            | 1994. | 2004.    | 2014.    | 2024.   |
| --------------- | ----- | -------- | -------- | ------- |
| Кількість осіб: | 128   | 115      | 136      | 139     |
| Різниця:        |       | -10,15 % | +18,26 % | +2,20 % |

| Рік:            | 2023. | 2024.   |
| --------------- | ----- | ------- |
| Кількість осіб: | 130   | 139     |
| Різниця:        |       | +6,92 % |